# Сент-Мартин (Квебек)
Сен-Мартин, фр. Sainte-Martine — муниципалитет в округе Боарнуа-Салаберри региона Монтережи в канадской провинции Квебек. Население муниципалитета, по данным переписи 2006 г., составляет 4237 человек. Муниципалитет состоит из крупной северной части и небольшой отдельно расположенной южной, которая до слияния с Сен-Мартин в 2000 г. носила название Сен-Поль-де-Шатоге.
Транспорт в городе обеспечивает местная автобусная сеть CIT du Haut-Saint-Laurent.